# 熱帯雨林気候
|   |        |     |     |     |     |    |     |     |     |     |     |     |     |     |     |     |     |     |
|   |        | fa  | fb  | fc  | fd  | m  | wa  | wb  | wc  | wd  | sa  | sb  | sc  | sd  |     |     |     |     |
| E | 寒帯   |     |     |     |     |    |     |     |     |     |     |     |     |     | ET  | ET  | EF  | EF  |
| D | 亜寒帯 | Dfa | Dfb | Dfc | Dfd |    | Dwa | Dwb | Dwc | Dwd | Dsa | Dsb | Dsc | Dsd |     |     |     |     |
| C | 温帯   | Cfa | Cfb | Cfc |     |    | Cwa | Cwb | Cwc |     | Csa | Csb | Csc |     |     |     |     |     |
| B | 乾燥帯 |     |     |     |     |    |     |     |     |     |     |     |     |     | BSh | BSk | BWh | BWk |
| A | 熱帯   | Af  | Af  |     |     | Am | Aw  | Aw  |     |     | As  | As  |     |     |     |     |     |     |

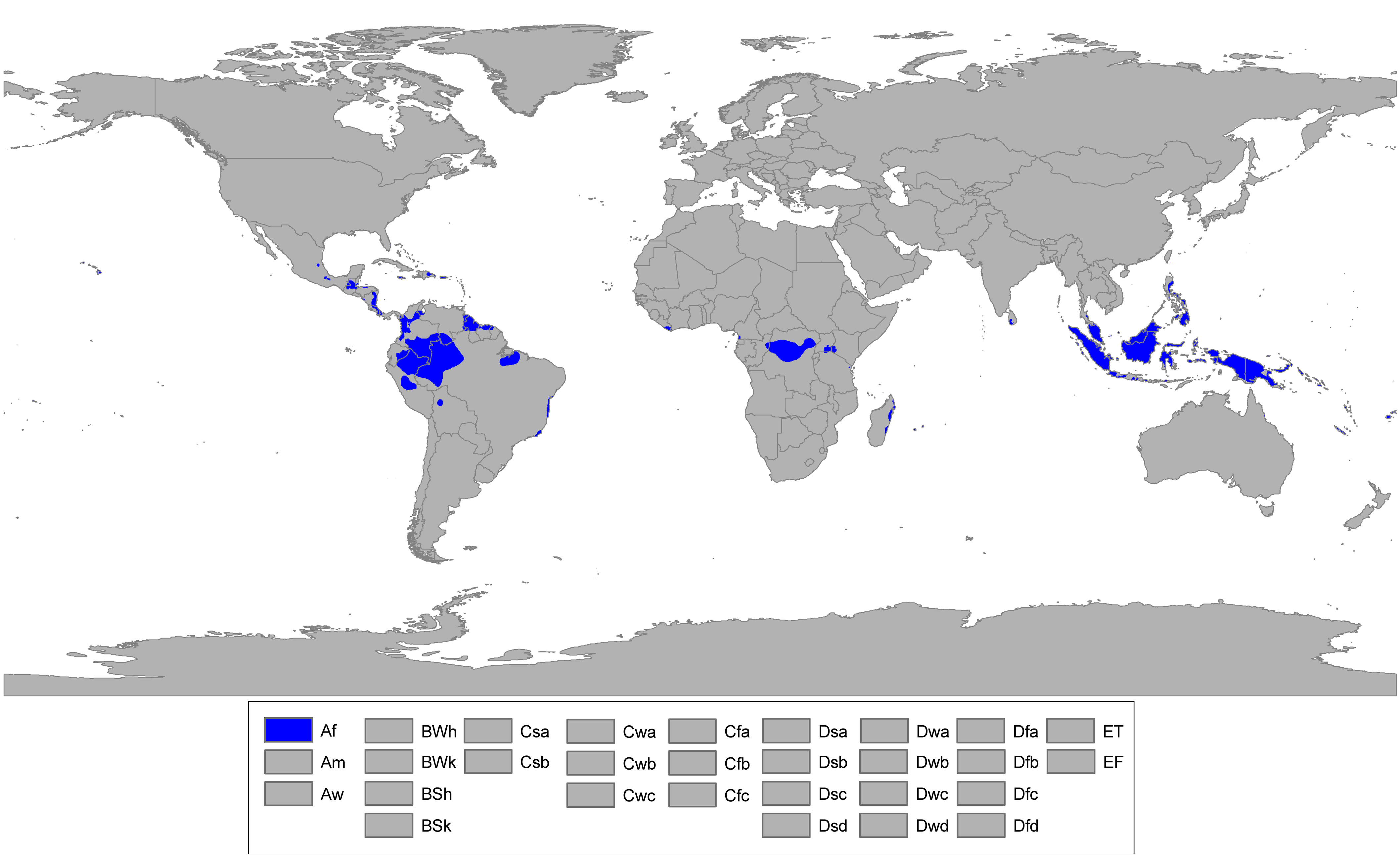
熱帯雨林気候 (Af) の分布図

熱帯雨林気候（ねったいうりんきこう、Tropical rainforest climate）とはケッペンの気候区分における気候区のひとつで熱帯に属する。記号はAfでAは熱帯、fは湿潤（feucht）を表す。
アリソフの気候区分では気候帯1-1.赤道大陸性気候および2-4.東岸性季節風気候そして3-4.海洋性高気圧の西縁気候に相当する。

## 特徴
赤道直下の島々、大陸の中西部に分布。年中多雨で気温の年較差は少ない。人の背丈から数十メートルの高さまでになる多種類の熱帯性植物がうっそうと茂っており、午後からはスコールと呼ばれる激しい雨が降る。

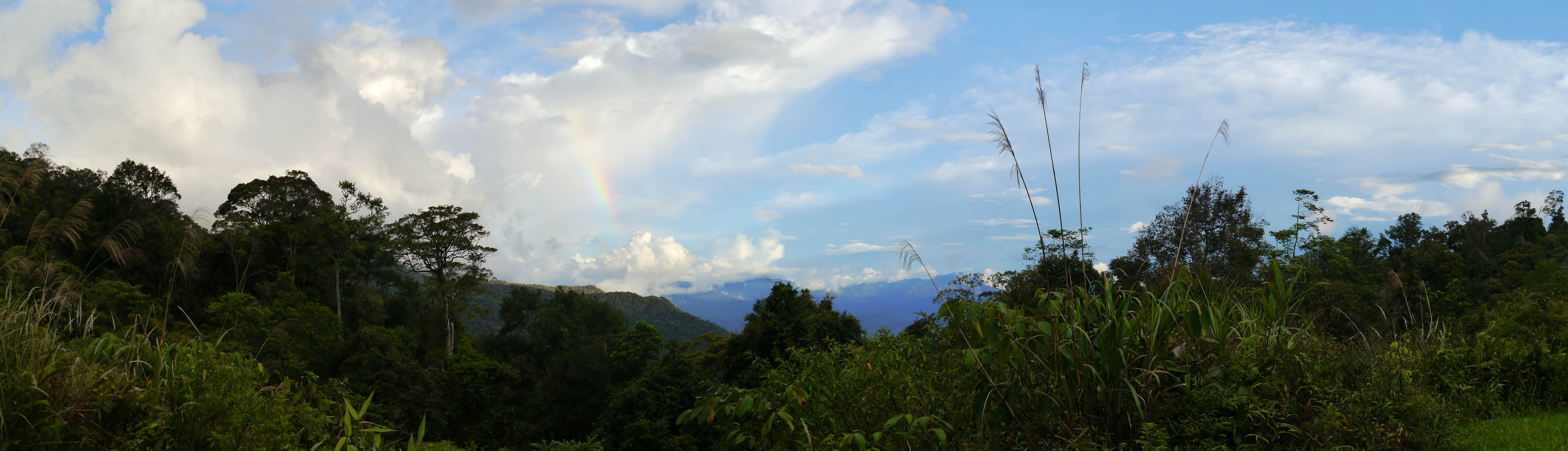
マレーシア、ボルネオ島の熱帯雨林

## 条件
- 最寒月平均気温が18℃以上（ヤシが生育できること）。
- 年平均降水量が乾燥限界以上。
- 最少雨月降水量が60 mm（ミリメートル）以上。

広義では、弱い乾季のある（もしくははっきりとした乾季があっても雨季の降水量がそれを補って余りあるほど大変多い）熱帯モンスーン気候も含まれることがある。また、「最少雨月降水量が60 mm以上」という条件からこの気候に属する地域の年平均降水量は720 mm以上あることになる。また厳密な定義はされていないが最暖月の平均気温が22℃以上（Afa）と18℃以上22℃未満（Afb）がある（Afbは西岸海洋性気候との境界部の一部地域に限られる）。

## 分布

### 典型的な分布地域
主に赤道付近に分布。
- アフリカのコンゴ川流域[3]
- インド洋の島々（セーシェル、レユニオンなど）
- 南米のアマゾン川流域[3]（セルバ、アマゾン熱帯雨林）
- 東南アジア（シンガポール[2]、ニューギニア島[3]など）

シンガポールのような大都市もあるが、ほとんどは人口密度の低い地域である。
他に、温暖湿潤気候との境界部にもこの気候が現れる地域もあるが、上記の地域に比べると季節風の影響で冬季の気温がやや低い。

### 日本での分布地域
沖縄県の先島諸島の大部分、大東諸島が該当する。温暖湿潤気候との境界部に属する（かっこ書きは気象庁・アメダスの設置点）。
- 沖縄県の
  - 宮古島（宮古島[注釈 1]）
  - 下地島（下地[注釈 2]）
  - 多良間島[4]
  - 石垣島（石垣島、伊原間、真栄里[注釈 3]） - 真栄里観測所は2013年廃止
  - 西表島（西表島、大原）
  - 与那国島（与那国島、所野[注釈 2]）
  - 波照間島[4]
  - 北大東島（北大東[5][注釈 2]）
  - 南大東島[6]

### 典型的な都市
アジア・太平洋
- インドネシア・パダン
- インドネシア・バンジャルマシン
- インドネシア・パレンバン
- インドネシア・ビアク島
- インドネシア・プカンバル
- インドネシア・メダン
- オーストラリア・Innisfail
- サモア・アピア
- シンガポール[7][8]
- スリランカ・スリジャヤワルダナプラコッテ
- パプアニューギニア・Tabubil
- フィリピン・タクロバン
- フィリピン・ダバオ
- ブルネイ・バンダルスリブガワン
- マレーシア・ジョージタウン
- マレーシア・ジョホールバル
- マレーシア・クアラルンプール
- マレーシア・クチン
- マレーシア・コタキナバル
- 日本・沖縄県石垣市 - 温暖湿潤気候との境界部に位置する
- 台湾・花蓮市 - 温暖湿潤気候との境界部に位置する

アフリカ
- ウガンダ・エンテベ
- コモロ・モロニ
- コンゴ民主共和国・ムバンダカ

アメリカ
- アメリカ合衆国・ヒロ
- アメリカ合衆国・フォートローダーデール - 温暖湿潤気候との境界部に位置する
- ガイアナ・ジョージタウン
- コロンビア・キブド
- コロンビア・メデジン
- コロンビア・レティシア
- スリナム・パラマリボ
- ニカラグア・Bluefields
- パナマ・Bocas Town
- ブラジル・サルヴァドール
- ブラジル・ベレン
- ベネズエラ・San Carlos del Zulia
- ペルー・イキトス[8]

## 気候
一年中熱帯収束帯（赤道低圧帯）の影響を受けるため、年間を通して降水量が多い。また太陽高度が年間を通して高いため気温は年中高く、年較差が少ない。ただし、温暖湿潤気候への移行部に属する地域では、冬季は高緯度側からの季節風の影響で気温がやや低くなる。気温が高いため蒸発量が多く、湿度が高い。また雲による遮蔽や高緯度地域に比べて夏も昼間があまり長くならないことなどから、日照時間はあまり多くない。
昼間を中心に海洋では積乱雲が発達し、スコールと呼ばれる突風と激しい雨に見舞われることが多い。冷たい空気が降りてくるため、適度な風もあってスコールの後は涼しくなる。
海岸に近いほど海洋性気候の特徴である朝の冷え込みの緩和が現れ日較差は比較的小さいが、一日を通して気温が高い。

## 土壌と植生の特徴
年中多雨なことから、内陸まで入り組んだ大河川が発達している。河川流域には多種多様の常緑広葉樹が密をなして階層的に広がり、その高さは数十メートルに及ぶ。この地域の森林は熱帯雨林と呼ばれ、特に南米のアマゾン川流域のものはセルバ、それ以外の東南アジアやアフリカのものはジャングルと呼ばれる。
- 日光の届くジャングルの低層ではイバラ、トウダイグサ、ツルクサなどが生息。一方、密林のセルバではコケ類やキノコ類が生息する。
- この気候区では密林の中で多彩な生態系が形成されているほか、河川や湖沼の中にも多くの動植物が生育する。
- 海岸や河口付近にはマングローブ林が多い。

この地域の森林では常緑高木がみられる。熱帯雨林は二酸化炭素の吸収、酸素の生産、水分の保養など世界規模の自然環境保全に大きな役割を果たしている。この区の土壌は雨によって溶脱したラトソル（ラテライト）からなる。これらの土は一般にやせており、森林がいったん伐採されると日光で土壌が固まり砂漠化が起こる。また同時に降水量が多いため土壌流失や侵食が起こりやすくなり、それに伴った洪水や土砂崩れも増加する。

## 産業の特徴・その他
土壌は雨によって溶脱したラトソル（ラテライト）や赤色土からなり農業には向かない土地であるが、多くの地域で焼畑農法によるキャッサバやタロイモ、ヤムイモの生産、一部ではプランテーション（栽植農業）による天然ゴム、油ヤシ、カカオなどの生産が行われている。
近年、焼畑などによる森林破壊が問題となっている。特に熱帯モンスーン気候に近い地域では乾季の乾燥によって焼畑が大規模な森林火災に発展し、長期間にわたって煙害を受けることがある。
熱帯雨林の奥地や太平洋中部の未開の島嶼部では、独自の文化や生活が営まれている地域もある。ただ欧米先進国など外から入ってきた資本によって短期間の好景気がもたらされたあと資源不足やコスト増などの理由で資本が撤退し、経済が破綻して多額の債務を抱えたり貧困が深刻化したりする例もある。また、古くは資源採掘やその他の労働のために原住民が奴隷などとして利用された例もあった。
独自のテリトリーを有する原住民と移住者、あるいは隣接する原住民同士の対立なども見られる。